# Карролл Тауншип (округ Перрі, Пенсільванія)
Карролл Тауншип (англ. Carroll Township) — селище (англ. township) в США, в окрузі Перрі штату Пенсільванія. Населення — 5238 осіб (2020).

## Демографія
Згідно з переписом 2010 року, у селищі мешкало 5269 осіб у 2068 домогосподарствах у складі 1545 родин. Було 2207 помешкань
Расовий склад населення:
| - 97,7 % — білих - 0,3 % — азіатів - 0,2 % — корінних американців - 0,2 % — чорних або афроамериканців |

До двох чи більше рас належало 1,2 %. Частка іспаномовних становила 1,4 % від усіх жителів.
За віковим діапазоном населення розподілялося таким чином: 22,8 % — особи молодші 18 років, 65,7 % — особи у віці 18—64 років, 11,5 % — особи у віці 65 років та старші. Медіана віку мешканця становила 40,7 року. На 100 осіб жіночої статі у селищі припадало 102,3 чоловіків;  на 100 жінок у віці від 18 років та старших — 100,9 чоловіків також старших 18 років.
Середній дохід на одне домашнє господарство  становив 66 326 доларів США (медіана — 54 032), а середній дохід на одну сім'ю — 73 143 долари (медіана — 62 301). Медіана доходів становила 53 004 долари для чоловіків та 43 690 доларів для жінок. За межею бідності перебувало 8,0 % осіб, у тому числі 4,7 % дітей у віці до 18 років та 7,9 % осіб у віці 65 років та старших.
Цивільне працевлаштоване населення становило 2957 осіб. Основні галузі зайнятості: освіта, охорона здоров'я та соціальна допомога — 20,0 %, роздрібна торгівля — 15,6 %, виробництво — 11,7 %, транспорт — 10,0 %.